# Academy of Ancient Music

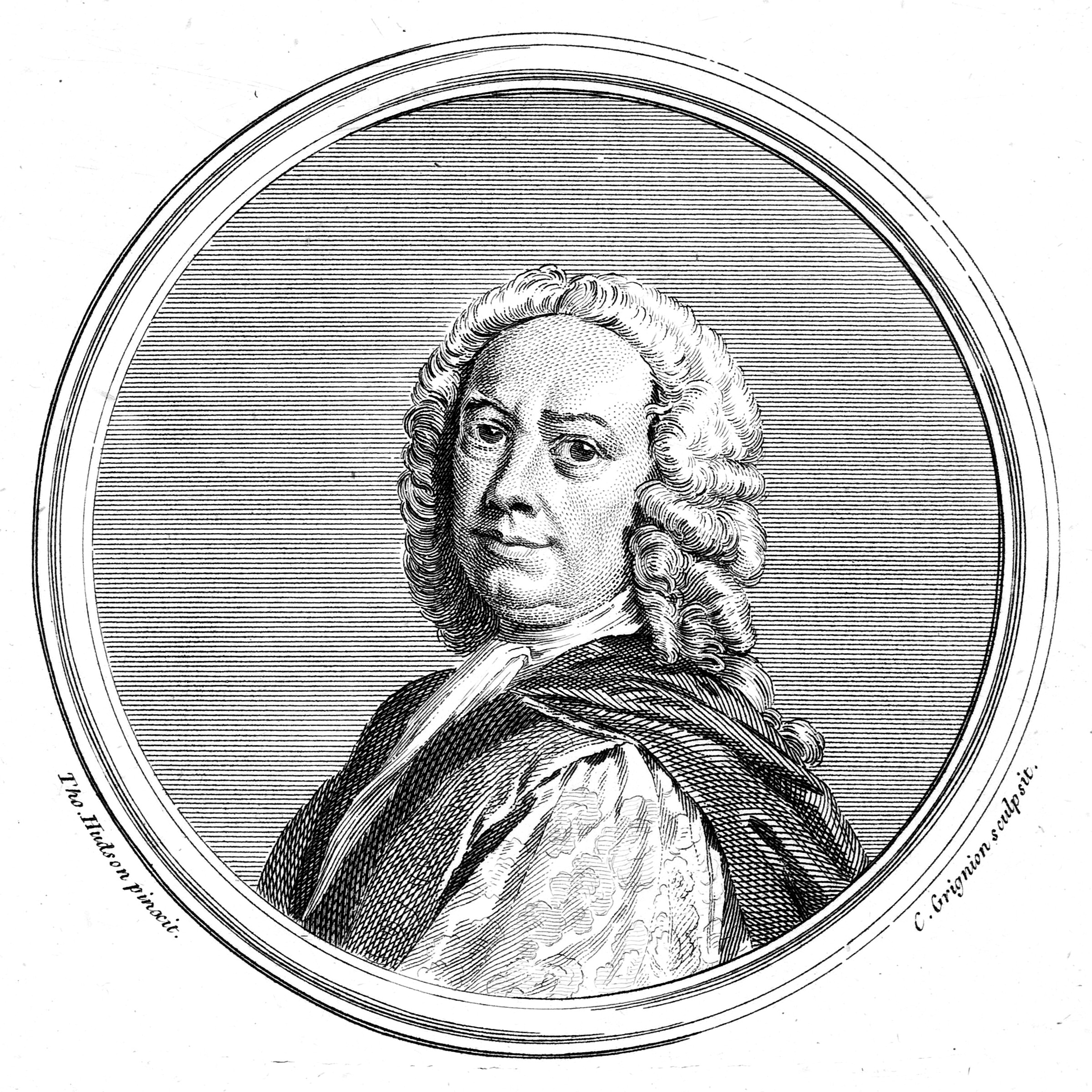
Johann Christoph Pepusch

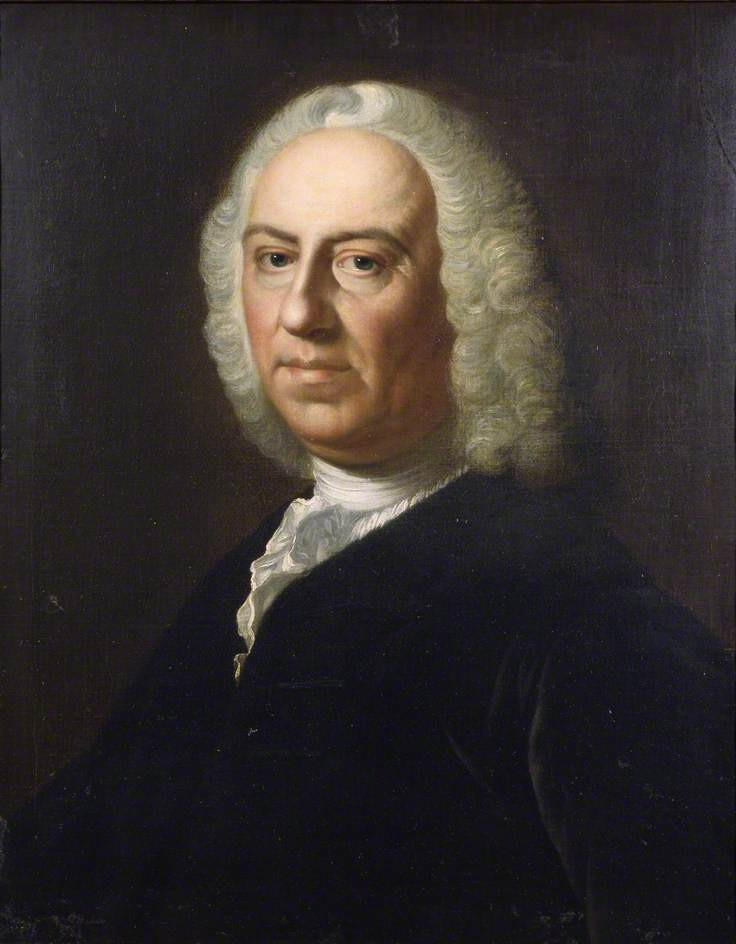
Francesco Geminiani

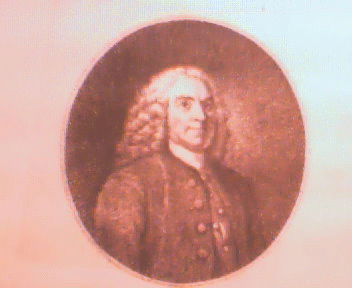
Bernard Gates

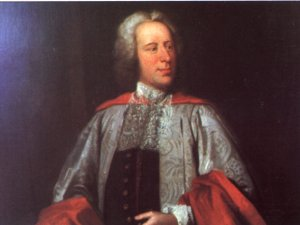
Maurice Greene

La Academy of Ancient Music (AAM) è un'orchestra, con sede a Cambridge, fondata dal clavicembalista Christopher Hogwood nel 1973, a cui è stato dato il nome di una organizzazione musicale del XVIII secolo. I musicisti suonano degli strumenti originali del periodo, o loro copie moderne, in cui le musiche eseguite furono composte. Il complesso esegue prevalentemente musica del periodo barocco e classico anche se qualche volta ha eseguito musiche di compositori moderni scritte nello stile del barocco.

## Organizzazione originale
La prima Academy of Ancient Music fu fondata a Londra nel 1726 con lo scopo di studiare ed eseguire musiche antiche che avessero almeno un secolo di vita, ma ben presto passarono ad eseguire anche musiche di autori contemporanei quali William Croft, Maurice Greene, Bernard Gates, Giovanni Bononcini, Senesino, Nicola Haym, Francesco Geminiani, Pier Francesco Tosi, John Ernest Galliard, Charles Dieupart, Jean-Baptiste Loeillet e Giuseppe Riva. Georg Friedrich Händel non fu mai membro dell'accademia anche se i componenti studiarono ed eseguirono le sue opere.
Direttori dell'accademia furono Johann Christoph Pepusch (dal 1735 in avanti), Benjamin Cooke e Samuel Arnold (dal 1789 in poi).

## Il complesso moderno
Nel 1973, la Academy of Ancient Music fu rifondata, dal direttore d'orchestra e clavicembalista Christopher Hogwood, con lo scopo di eseguire le musiche del XVIII secolo e dei primi anni del XIX secolo ricostruendo filologicamente le antiche sonorità e lo stile esecutivo dell'epoca. Per le musiche vocali si è avvalsa dell'Academy of Ancient Music Chorus o di un coro di voci bianche di una cattedrale.
Nel 1996, l'AAM ha nominato Paul Goodwin come direttore d'orchestra associato e Andrew Manze come direttore musicale associato sotto Hogwood. Nel 2003, Manze si dimise dalla carica di direttore associato, per essere sostituito nel 2005 da Richard Egarr. Il 1 settembre 2006, Egarr è succeduto a Hogwood come direttore musicale dell'AAM e Hogwood ha ricevuto il titolo di direttore emerito. Egarr ha concluso il suo incarico come direttore musicale dell'AAM alla fine della stagione 2020-2021. Nel novembre 2020, l'AAM ha annunciato la nomina di Laurence Cummings come prossimo direttore musicale, a partire dalla stagione 2021-2022.
La Academy of Ancient Music è stata la prima orchestra a registrare l'intero ciclo delle sinfonie di Mozart su strumenti originali dell'epoca. Essa ha anche registrato tutti i concerti per fortepiano di Mozart, con il pianista Robert David Levin, tutti i concerti per fortepiano, con il pianista Steven Lubin, e le sinfonie di Beethoven e numerose sinfonie di Haydn. Fra le loro registrazioni figurano anche Dido and Aeneas di Purcell, Orlando e Rinaldo di Händel, La clemenza di Tito di Mozart e L'anima del filosofo di Haydn, oltre a più di 200 altre opere per le etichette discografiche Decca (nella collana L'Oiseau-Lyre), Harmonia Mundi ed EMI.
Con l'avvento di Paul Goodwin si è realizzato uno sviluppo nel repertorio del complesso, rivolto alla musica di autori contemporanei. La prima opera ad essere stata presentata fu Eternity's Sunrise di John Tavener, che venne accolta con grande entusiasmo dal pubblico e dalla critica tanto da venir bissata da Total Eclipse dello stesso Tavener. Nel 2001 venne presentata Like a Strand of Scarlet di David Bedford seguita nel 2003 da Arcangelo di  John Woolrich, scritta per celebrare il 350º anniversario della nascita di Arcangelo Corelli. Per ultimo, nel 2006, nel 250º anniversario della nascita di Mozart, è stato eseguito Journey into Light della compositrice scozzese-americana Thea Musgrave,  scritto sulla falsariga della composizione mozartiana Exsultate jubilate.
Entrambe le opere di Tavener sono registrare su CD Harmonia Mundi, nella cui etichetta esistono un numero considerevole di registrazioni dell'Academy. Fra queste si ricordano: la Zaide di Mozart, un album di musiche natalizie di Heinrich Schütz e di suoi contemporanei, i concerti per violino, per clavicembalo e i Brandeburghesi di Bach, i concerti grossi di Georg Friedrich Händel e di Francesco Geminiani. Per quanto riguarda le opere vocali si ricordano i lavori di Bach, Händel, Purcell e Vivaldi con la partecipazione del King's College Choir.
Nel 2013, l'orchestra ha annunciato l'apertura di una propria etichetta discografica, la AAM Records, il cui primo disco è uscito nell'ottobre dello stesso anno.
L'orchestra partecipa regolarmente ai più prestigiosi festival di musica barocca in tutto il mondo e risiede presso l'Università di Cambridge.

## Discografia parziale
- Albinoni, Conc. a 5 op. 9 n. 1-12 - Hogwood/AAM, 1997 L'Oiseau-Lyre
- Bach, Conc. brand. n. 1-6/Conc. BWV 1060, 1062 e 1064 - Hogwood/AAM, 1985/1991 L'Oiseau-Lyre
- Bach: Conc. brand. n. 1-6 - Egarr/AAM, 2009 Harmonia Mundi
- Bach, Conc. clv. BWV 1052-1058/Conc. fl., vl. e clv. BWV 1044 - Hogwood/Rousset/Brown/Standage/AAM, 1998 L'Oiseau-Lyre
- Bach, Conc. clv. BWV 1052-1058/Conc. fl., vl. e clv. BWV 1044 - Manze/Egarr/Brown/AAM, 2002 Harmonia Mundi
- Bach: Conc. 2 clvc. BWV 1060 e 1062/Conc. 2 vl. BWV 1043/Conc. vl. e ob. BWV 1060 (ricostruzione) - Hogwood/Rousset/Schröder/Hirons/Mackintosh/Hammer/AAM, 1989 L'Oiseau-Lyre
- Bach: Conc. 3 e 4 clvc. BWV 1063-1065/Conc. 3 vl. BWV 1064 (arr. Hogwood); Vivaldi: Conc. 4 vl. op. 3, RV 580 - Hogwood/Rousset/Moroney/Tilney/Hirons/Huggett/Mackintosh/AAM, 1992 L'Oiseau-Lyre
- Bach, Conc. vl. BWV 1041 e 1042/Conc. 2 vln. BWV 1043 - Hogwood/Schröder/Hirons/AAM, 1984 L'Oiseau-Lyre
- Bach: Conc. vl. BWV 1041 e 1042/Conc. 2 vln. BWV 1043 e 1060 - Manze/Podger/AAM, 1997 Harmonia Mundi
- Bach, Suites orch. n. 1-4/Conc. 2 clvc. BWV 1060 e 1062 - Hogwood/Rousset/AAM, 1988/1989 L'Oiseau-Lyre
- Bach: Suites orch. n. 1-4 - Egarr/AAM, 2014 AAM Records
- Bach, Cantate nuziali - Kirkby/Hogwood/AAM, 1999 Decca
- Bach, Magnificat - Cleobury/Gritton/Milne/Chance/AAM, 2000 EMI Classics
- Bach, St John Passion - Egarr/Gilchrist/Rose/Riches/AAM, 2014 AAM Records
- Bach, St John Passion - Cleobury/Gilchrist/Davies/Bevan/AAM, 2017 King's College, Cambridge
- Bach, St Matthew Passion - Egarr/Gilchrist/Rose/Riches/AAM, 2015 AAM Records
- Bach, St Matthew Passion - Cleobury/Gilchrist/Rose/Bevan/AAM, 2020 King's College, Cambridge
- Bach, Le registrazioni di Bach - Hogwood/AAM, 2014 L'Oiseau-Lyre
- Beethoven, Conc. pf. n. 1-5/Son. pf. n. 8, 14 e 17 - Lubin/Hogwood/AAM, 1987/1989 Decca
- Beethoven, Sinf. n. 1-9/Ouvertures - Hogwood/AAM, 1986/1989 L'Oiseau-Lyre
- Beethoven, Immortal Beloved - Reiss/Egarr/AAM, 2020 Onyx
- Corelli/Geminiani, Conc. grossi op. 5 - Manze/AAM, 2000 Harmonia Mundi
- Geminiani, Conc. grossi op. 3 n. 1-6 - Hogwood/AAM, 1977 L'Oiseau-Lyre
- Händel, Mus. sull'acqua/Mus. fuochi/Conc. 2 cori - Hogwood/AAM, 1978/1985 L'Oiseau-Lyre
- Händel: Conc. grossi, Op. 3/Sonata a 5 - Egarr/Beznosiuk/AAM, 2007 Harmonia Mundi
- Händel: Conc. grossi, Op. 6 - Manze/AAM, 1998 Harmonia Mundi
- Händel: Conc. org., Op. 4 - Egarr/AAM, 2008 Harmonia Mundi
- Händel: Conc. org., Op. 7 - Egarr/AAM, 2009 Harmonia Mundi
- Händel: 12 Solo Sonatas, Op. 1 - Egarr/Beznosiuk/Brown/de Bruine/AAM, 2009 Harmonia Mundi
- Händel: Trio Sonatas, Op. 2 et 5 - Egarr/Beznosiuk/Richter/Brown/Crouch/AAM, 2009 Harmonia Mundi
- Händel, Oratori (Messia/Athalia/Esther/Resurrezione) - Hogwood/AAM, 1979/1985 Decca
- Händel, La Resurrezione - Hogwood/Kirkby/Kwella/Watkinson/AAM, 1982 L'Oiseau-Lyre
- Händel, Messiah - Hogwood/Nelson/Kirkby/Watkinson/AAM, 1984 L'Oiseau-Lyre
- Händel, Messiah - Higginbottom/Jenkinson/Jones/Brooks/AAM, 2006 Naxos
- Händel, Messiah - Cleobury/Tynan/Coote/Clayton/AAM, 2009 EMI Classics
- Händel, Esther - Hogwood/Kwella/Rolfe Johnson/Partridge/AAM, 1985 L'Oiseau-Lyre
- Händel, Athalia - Hogwood/Sutherland/Kirkby/Bowman/AAM, 1986 L'Oiseau-Lyre
- Händel, Alceste/Comus - Hogwood/Kirkby/Nelson/Kwella/AAM, 1989 L'Oiseau-Lyre
- Händel, Orlando - Hogwood/Auger/Bowman/Robbin/AAM, 1991 L'Oiseau-Lyre
- Händel, Rinaldo - Hogwood/Bartoli/Daniels/Fink/AAM, 1999 Decca
- Händel, Brockes-Passion - Egarr/Watts/Murray/Quattlebaum/AAM, 2019 AAM Records
- Händel, Coronation anthems/Ode for the Birthday of Queen Anne - Cleobury/Gritton/Blaze/George/AAM, 2001 EMI Classics
- Händel, Chandos anthems - Layton/Kirkby/Davies/Gilchrist/AAM, 2009 Hyperion
- Haydn, Conc. vlc. n. 1-2 - Coin/Hogwood/AAM, 1982 L'Oiseau-Lyre
- Haydn, Conc. trb., crn. n. 1, org. n. 1 – Immer/Brown/Hogwood/AAM, 1986/1987 L'Oiseau-Lyre
- Haydn, Sinf. n. 1-75, 94, 96, 100, 104, 107, 108 - Hogwood/AAM, 1989/1995 L'Oiseau-Lyre
- Haydn, Messe n. 1, 4, 5, 6 - Preston/AAM/Nelson/Minty/Hill, 1978/1980 L'Oiseau-Lyre
- Haydn, Die Schöpfung - Hogwood/Kirkby/Rolfe Johnson/George/AAM, 1990 L'Oiseau-Lyre
- Haydn, L'anima del filosofo - Hogwood/Bartoli/Heilmann/D'Arcangelo/AAM, 1997 L'Oiseau-Lyre
- Mozart, Conc. clr./Conc. ob. - Pay/Piguet/Hogwood/AAM, 1984 L'Oiseau-Lyre
- Mozart, Conc. fl. e arpa/Conc. fl. n. 1/Andante in do/Conc. fag. - Beznosiuk/Kelly/Bond/Hogwood/AAM, 1987 L'Oiseau-Lyre
- Mozart, Conc. vl., 2 Rondò, Adagio K 261 - Standage/Hogwood/AAM, 1991 L'Oiseau-Lyre
- Mozart, Conc. crn. - Halstead/Hogwood/AAM, 1994 L'Oiseau-Lyre
- Mozart, Conc. pf. n. 1-27/K. 107/K. 382/K. 386 - Levin/Chuang/Hogwood/Egarr/Čičič/Cummings/AAM, 1994/2024 L'Oiseau-Lyre/AAM Records
- Mozart, Sinf. n. 1-41/Pezzi orch. - Hogwood/AAM, 1979/1986 L'Oiseau-Lyre
- Mozart, Eine kleine Nachtmusik K. 525, Notturno per quattro orchestre K. 286, Serenata notturna K. 239 - Hogwood/AAM, 1984 L'Oiseau-Lyre
- Mozart, Marcia in re maggiore K. 189, Serenata in re maggiore K. 185 - Hogwood/AAM, 1985 L'Oiseau-Lyre
- Mozart, Posthorn serenade, Ballet music from Idomeneo - Hogwood/AAM, 1996 L'Oiseau-Lyre
- Mozart, Exsultate, jubilate/Motets - Hogwood/AAM/Kirkby, 1984 L'Oiseau-Lyre
- Mozart, Messa K. 427 - Hogwood/AAM/Auger/Dawson, 1988 L'Oiseau-Lyre
- Mozart, Messa K. 317/Vespri K. 339 - Hogwood/AAM/Kirkby/Robbin, 1990 L'Oiseau-Lyre
- Mozart, Requiem - Hogwood/Kirkby/Rolfe J./Thomas/AAM, 1983 L'Oiseau-Lyre
- Mozart, Requiem/Realisations - Cleobury/Manahan Thomas/Rice/Gilchrist/AAM, 2013 King's College, Cambridge
- Mozart, Die Entführung aus dem Serail - Hogwood/Dawson/Heilmann/Hirsti/AAM, 1991 L'Oiseau-Lyre
- Mozart, La clemenza di Tito - Hogwood/Bartoli/Heilmann/Bonney/AAM, 1995 L'Oiseau-Lyre
- Mozart, Zaide - Goodwin/Dawson/Blochwitz/Bär/AAM, 1998 Harmonia Mundi
- Pergolesi, Stabat Mater/Salve Regina - Hogwood/AAM/Kirkby, 1988 L'Oiseau-Lyre
- Pergolesi, Marian Vespers - Higginbottom/Daneman/Kiss/AAM, 2002 Erato
- Purcell, Theatre Music - Hogwood/AAM, 1991 L'Oiseau-Lyre
- Purcell, Dido and Aeneas - Hogwood/AAM, 1992 L'Oiseau-Lyre
- Purcell, The Indian Queen - Hogwood/AAM, 1994 L'Oiseau-Lyre
- Purcell, Music for Queen Mary - Cleobury/Royal/Hansen/Mead/AAM, 2006 EMI Classics
- Purcell, The Cares of Lovers - Pierce/Egarr/Carter/AAM, 2019 Linn Records
- Tavener: Eternity's Sunrise - Goodwin/Manze/AAM, 1999 Harmonia Mundi
- Tavener: Total Eclipse/Agraphon – Rozario/Harle/Robson/Gilchrist/Goodwin/Higginbottom/AAM, 2001 Harmonia Mundi
- Telemann, Conc. doppi e tripli - Hogwood/AAM/Laird/Preston, 1981 L'Oiseau-Lyre
- Vivaldi, Conc. fl. op. 10 n. 1-6 - Preston/Hogwood/AAM, 1977 L'Oiseau-Lyre
- Vivaldi, Conc. ob. - Hammer/De Bruine/Hogwood/AAM, 1993 L'Oiseau-Lyre
- Vivaldi, Conc. fg./Conc. fiati e archi - Bond/Hogwood/AAM, 1995 L'Oiseau-Lyre
- Vivaldi, Conc. vl. op. 3 L'estro armonico - Holloway/Huggett/Mackintosh/Wilcock/Hogwood/AAM, 1985 L'Oiseau-Lyre
- Vivaldi, Conc. vl. op. 4 La stravaganza - Huggett/Hogwood/AAM, 1986 L'Oiseau-Lyre
- Vivaldi, Conc. vl. op. 9 La cetra - Standage/Hogwood/AAM, 1988 L'Oiseau-Lyre
- Vivaldi, Conc. vlc. RV 401, 412, 413, 416, 418, 424 - Coin/Hogwood/AAM, 1989 L'Oiseau-Lyre
- Vivaldi, Conc. op. 11 n. 1-6 - Ritchie/De Bruine/Hogwood/AAM, 1993 L'Oiseau-Lyre
- Vivaldi, Conc. vl. op. 12 n. 1-6 - Beznosiuk/Hogwood/AAM, 1997 L'Oiseau-Lyre
- Vivaldi, Conc. vl. op. 6 n. 1-6/Il cucù RV 335 - Manze/Hogwood/AAM, 2000 L'Oiseau-Lyre
- Vivaldi: Concert for the Prince of Poland - Manze/AAM, 1997 Harmonia Mundi
- Vivaldi, Conc. op. 3, 4, 8, 9 - Hogwood/AAM, 1986/1987 Decca
- Vivaldi, Conc. op. 8 n. 1-12 Il cimento dell'armonia e dell'inventione, Le quattro stagioni - Bury/Hirons/Holloway/Huggett/Mackintosh/Piguet/Hogwood/AAM, 1983 L'Oiseau-Lyre
- Vivaldi, Stabat Mater/Nisi Dominus/Conc. sol min. - Bowman/Hogwood/AAM, 1976 L'Oiseau-Lyre
- Vivaldi, Gloria/Dixit Dominus/Magnificat - Cleobury/Fox/Norman/Chance/AAM, 2002 EMI Classics
- Vivaldi, Le registrazioni di Vivaldi - Hogwood/AAM, 1977/1996 L'Oiseau-Lyre